# Nam-gu, Pohang
Nam-gu (hangul: 남구, hanja: 남구), Södra distriktet, är ett av de två stadsdistrikten i staden Pohang i provinsen Norra Gyeongsang i den östra delen av Sydkorea, 280 km sydost om huvudstaden Seoul. 
Distriktet består av den södra delen av centrala Pohang och ytterområdena söder om centrala staden. Den centrala delen är indelad i sju stadsdelar (dong), Cheongnim-dong, Daei-dong, Haedo-dong, Hyogok-dong, Jecheol-dong, Sangdae-dong och Songdo-dong, och ytterområdena är indelade i tre köpingar (eup), Guryongpo-eup, Ocheon-eup och Yeonil-eup och fyra socknar (myeon), Daesong-myeon, Donghae-myeon, Homigot-myeon och Janggi-myeon.